# Caupolicana mendocina
Caupolicana mendocina là một loài Hymenoptera trong họ Colletidae. Loài này được Jörgensen mô tả khoa học năm 1909.